# Д-6 (парашют)
Парашют Д-6 — людской десантный парашют военного предназначения. Используется для учебно-тренировочных и боевых прыжков из транспортных самолётов и вертолётов. Разработан в НИИ Парашютостроения.
Использовался воздушно-десантными войсками СССР. 
Модифицированный парашют Д-6 серии 4, наряду с более современным парашютом Д-10, используется воздушно-десантными войсками России и аэромобильными войсками государств СНГ, а также аэроклубами. 
Общий вид уложенного парашюта Д-6.

1 — сота резиновая

2 — звено

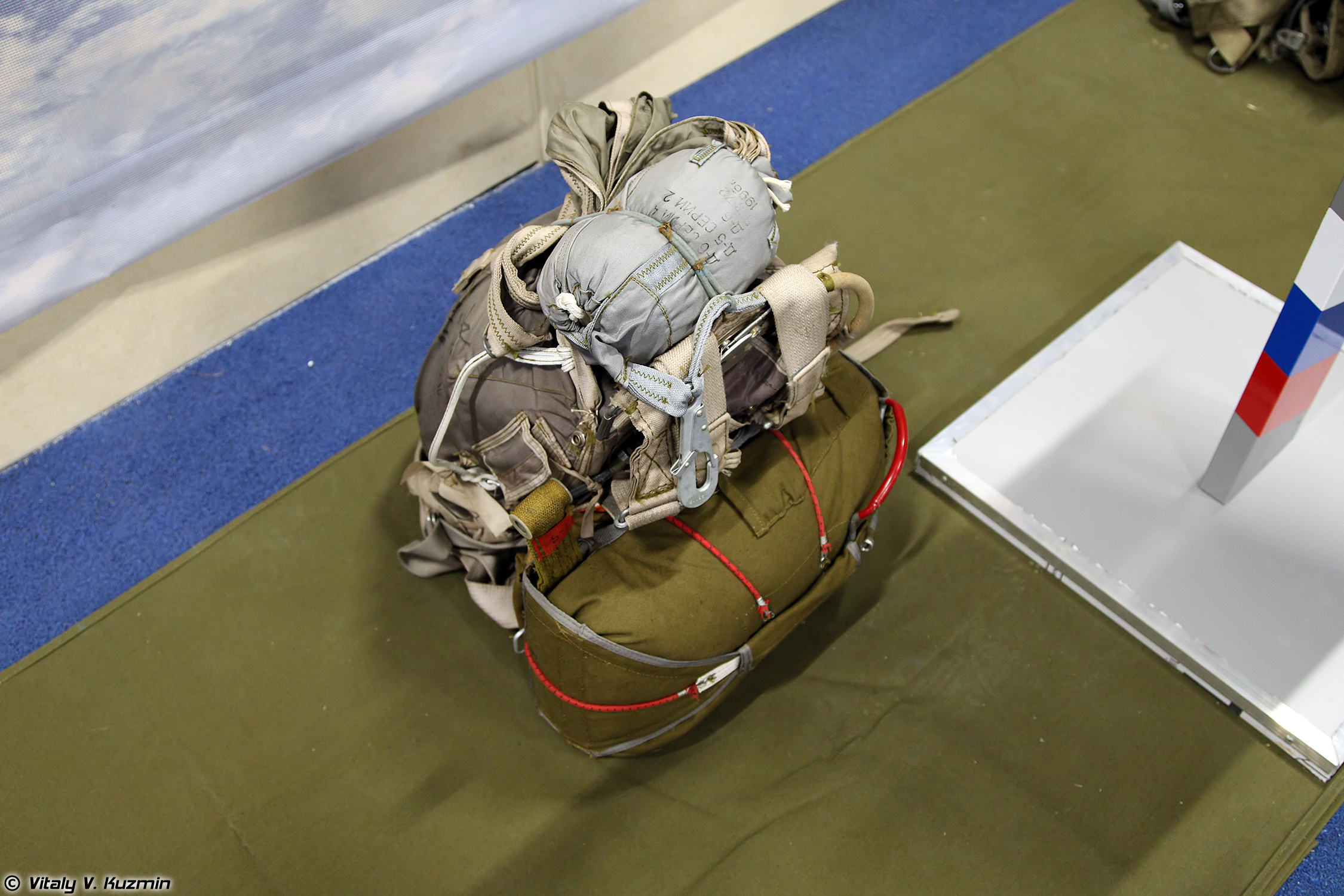
Д-6 в парке «Патриот» (с запасным парашютом З-5)

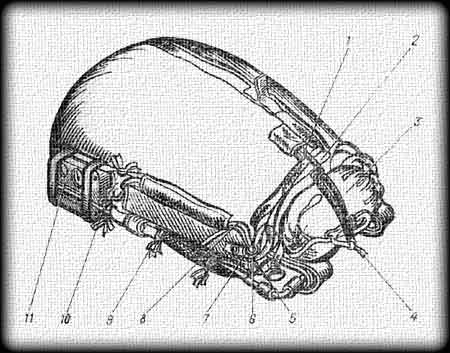
Общий вид уложенного парашюта Д-6

3 — парашют стабилизирующий в камере

4 — лента зачековки

5 — узел контровки петли звена к кольцу на ранце

6 — кольцо на ранце

7 — направляющее кольцо для фала

8 — фал гибкой шпильки

9 — лента-завязка

10 — контровка гибкой шпильки с прибором

11 — прибор ППК-У-165А-Д или АД-3УД-165

## Тактико-технические данные парашюта
1. При общей полетной массе парашютиста 140 кг.
- назначенный (технический) ресурс — 80 применений на высотах от 200 до 8000 м со стабилизацией 3 с и более при покидании самолета на скорости полета от 140 до 400 км/ч по прибору, в том числе 10 применений с полетной массой 150 кг, при этом ввод основного купола должен производиться на высоте не более 5000 м при общей массе парашютиста до 140 кг и на высоте не более 2000 м при общей массе парашютиста до 150 кг;
- перегрузки, возникающие при раскрытии стабилизирующего и основного куполов, — не более 10g;
- минимальную безопасную высоту 200 м при покидании горизонтально летящего самолета на скорости полета от 140 до 400 км/ч по прибору со стабилизацией 3 с, при этом время снижения на полностью наполненном куполе — не менее 10 с;
- среднюю горизонтальную скорость установившегося снижения на стабилизирующем куполе на высотах 500 м и ниже в пределах 30 — 40 м/с;
- среднюю вертикальную скорость снижения на основном куполе, приведенную к стандартной атмосфере и общей полетной массе парашютиста 120 кг, на участке 30-35 м от земли не более 5 м/с;
- при наличии шнура-блокировки свободных концов подвесной системы — нейтральное положение основного купола при снижении, разворот в любую сторону на 180° за 15-25 с;
- при снятии шнура-блокировки и перетянутых свободных концах подвесной системы: среднюю горизонтальную скорость перемещения на основном куполе вперед и назад не менее 2,6 м/с, а также разворот в любую сторону на 180° за 29-60 с;
- устойчивое снижение как на основном куполе, так и на стабилизирующем;
- прекращение снижения на стабилизирующей системе и введение в действие основного купола путём раскрытия двухконусного замка как самим парашютистом с помощью вытяжного кольца, так и страхующим прибором;
- надежность работы запасных парашютов 3-5, 3-2, З-3 серии 2М, 3-1П серии 2М и 3-1П серии ЗМ при неотходе стабилизирующего купола или при отказе его в работе, а также при скорости более 8,5 м/с в случае перехлестывания основного купола стропами;
- подгонку подвесной системы на парашютистах, имеющих рост 1,5-1,9 м, в зимнем и летнем обмундировании;
- усилие, необходимое для раскрытия двухконусного замка вытяжным кольцом, — не более 16 кгс;
- исключение отсоединения частей парашютной системы в течение всего прыжка;
- крепление грузового контейнера;
- удобное размещение парашютиста в подвесной системе;

2. Габаритные размеры уложенного парашюта (не более), мм:
- длина: 570;
- ширина: 285;
- высота: 210.

3. Mасса парашюта без переносной сумки и страхующего прибора не превышает 11,5 кг.
4. Парашют обеспечивает при снижении парашютиста горизонтальное перемещение вперед и назад с помощью перетягивания свободных концов подвесной системы и развороты в любую сторону благодаря натяжению строп управления.

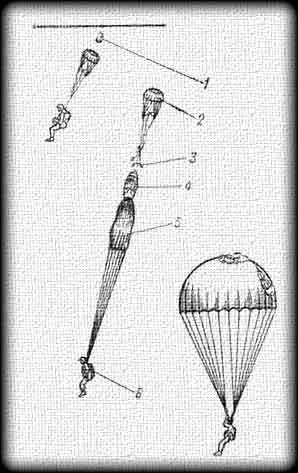
Схема раскрытия парашюта Д-6

1 — камера стабилизирующего парашюта

2 — стабилизирующий парашют

3 — соединительное звено

4 — камера основного парашюта

5 — купол парашюта

6 — ранец

## Тактико-технические данные частей парашюта
1. Камера стабилизирующего парашюта, предназначенная для укладки стабилизирующего купола со стропами и верхней части стабилизатора, изготовлена из капронового авизента и имеет форму цилиндра. В верхней части камеры на капроновой ленте ЛТКкрП-26-600 прочностью 600 кгс закреплен прицепной карабин, при помощи которого камера крепится к тросу или переходнику в самолете. В подгибку верхнего основания вложен капроновый шнур-завязка ШКП-150 для затяжки верхнего основания камеры. В ушко карабина пропущена и прострочена зигзагообразной строчкой капроновая лента ЛТКкрП-26-600 для зачековки резиновой соты, смонтированной на ранце. Длина камеры в сложенном виде 300 мм, ширина 190 мм. Масса камеры — 0,155 кг.
2. Стабилизирующая система с куполом состоит из основы купола, строп и стабилизатора со звеном. Купол из капронового полотна, имеет форму усеченного конуса с площадью большого основания 1,5 м² и состоит из основы и вытяжного устройства, нашитого в полюсной части купола. Вытяжное устройство состоит из восьми карманов, материалом для которых служит капроновое каландрированное крашеное полотно. На куполе настрочены радиальные силовые ленты ЛТКП-15-185 прочностью 185 кгс и круговые ленты ЛТКП-13-70 прочностью 70 кгс. По нижней кромке купола под радиальные усилительные ленты продеты и прострочены концы 16 строп из капронового шнура ШКП-200. Длина крайних строп на каждой петле в свободном состоянии от нижней кромки купола до петель стабилизатора 520 мм, а средних строп — 500 мм. Стабилизатор состоит из четырех перьев, образованных двумя равнобедренными треугольниками из капронового крашеного полотна серого цвета. По боковым сторонам каждого пера нашиты капроновые ленты прочностью 600 кгс, образующие в верхней части петли, к которым привязаны стропы, а в нижней части — звено. Для контровки перьев стабилизатора с камерой стабилизирующего парашюта на камере и стабилизаторе нашиты кольца. На расстоянии 450 мм от перьев стабилизатоpa на звене нашита петля из капроновой ленты ЛТКкрП-26-600 для присоединения фала гибкой шпильки прибора. Звено в нижней части разветвляется и образует силовые ленты, в концы которых вшиты пряжки двухконусного замка. На силовые ленты нашиты перемычки из капроновой ленты ЛТК-44-1600. Между перемычками имеется петля для присоединения стабилизирующей системы к уздечками основного купола и его камеры. Образовавшийся из лент треугольник с обеих сторон закрыт косынками капронового авизента. Между косынками на силовые ленты нашито направляющее кольцо, через которое пропускается фал гибкой шпильки прибора. На силовых лентах около пряжек нашиты стрелки для контроля правильности монтирования пряжек в двухконусный замок. Основа купола с внутренней стороны усилена лентами ЛТКП-15-185 длиной 120 мм: восемь лент у полюсного отверстия и восемь лент на втором круговом поясе. Масса стабилизирующей системы с куполом площадью 1,5 м² составляет 0,93 кг.
3. Камера основного купола цилиндрической формы, изготовлена из капронового полотна серого цвета. В подгибку нижней части камеры вставлено эластичное кольцо из ленты шириной 29 мм. Поверхность камеры усилена двумя капроновыми лентами ЛТКкрП-26-600, которые в верхней части образуют уздечку. Для удобства укладки купола в камеру по верхнему основанию камеры и лентам уздечки нашита косынка. Для затяжки камеры в верхнее основание её застрочен капроновый шнур ШКП-150. На стороне основы камеры, где располагаются соты, нашиты усиление из капронового полотна серого цвета, одиннадцать прямых сот с лентами, распределитель сот с резиной сот из ранцевого шнура для удержания строп в сотах, клапан с двумя парами люверсов для пропуска съемных сот и с двумя карманами (правым и левым) для прикрытия пучков строп. В нижнем основании камеры имеются еще две съемные резиновые соты и фартук, который снабжен еще двумя съемными резиновыми сотами. Пучки строп, выходящие из съемных резиновых сот, прикрываются карманами — правым и левым. Для удобства укладки строп на клапане около люверсов поставлены цифры 1, 2, 3 и 4. Длина камеры в уложенном виде 735 мм, ширина 387 мм. Масса камеры 0,4 кг.
4. Купол (основной) при полном раскрытии в горизонтальной плоскости проекции приобретает форму квадрата и состоит из четырех секторов и накладки в центре купола.

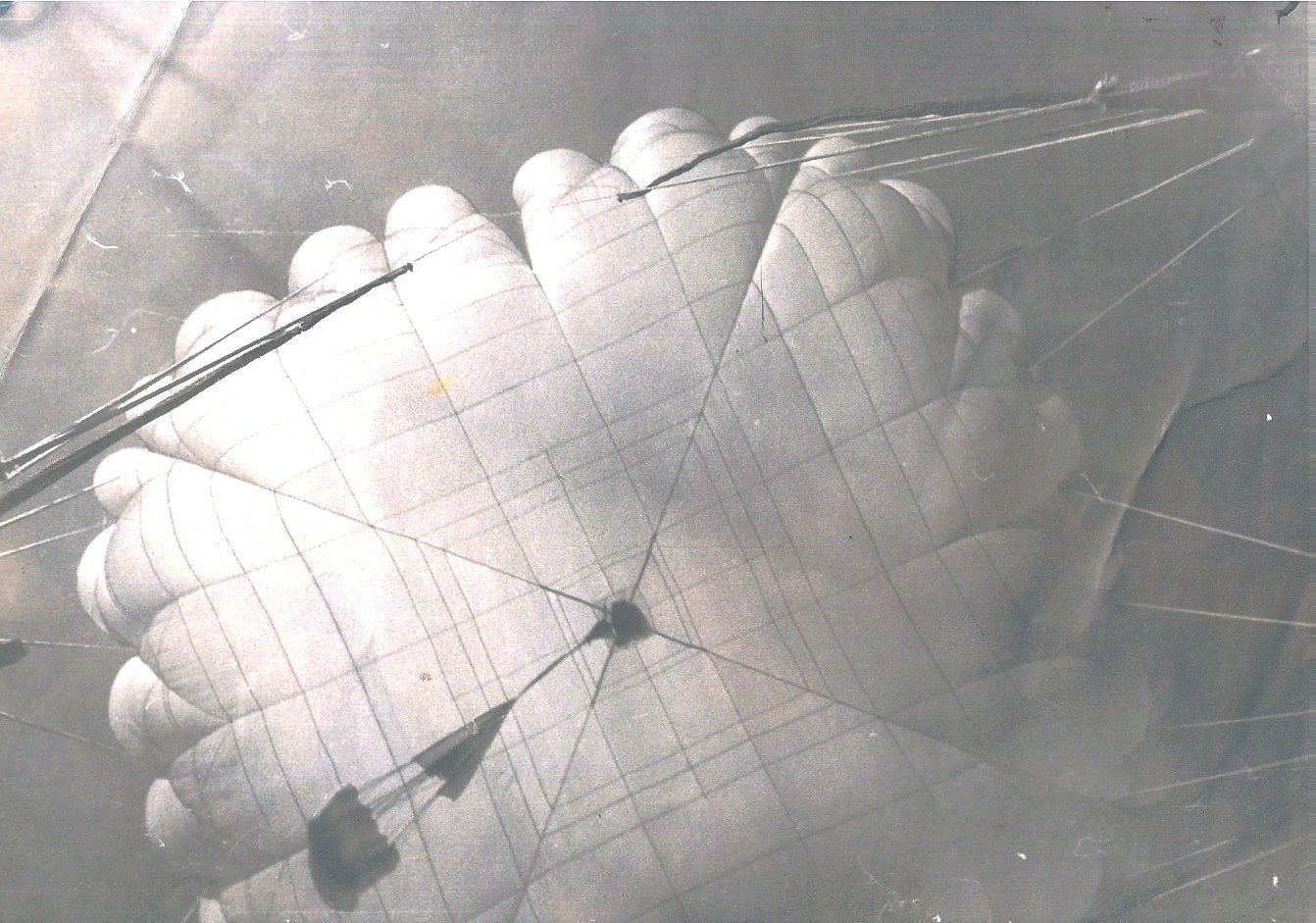
горизонтальная проекция купола

 Основа купола изготовлена из капроновой ткани арт. 560011П, а накладка — из капроновой ткани арт. 56006П. Купол усилен капроновыми лентами: между секторами — ЛТКП-15-70, а по нижней кромке — ЛТКП-15-185. На полюсную часть купола нашита лента-уздечка из капроновой ленты ЛТКП-26-600 для присоединения петли звена стабилизирующей системы. На основе купола, между стропами № 1А и 1Б, 15А и 15Б устроены щели длиной 1600 мм, начинающиеся от нижней кромки и предназначенные для разворота купола при снижении. На куполе имеются 30 строп из капронового шнура ШКП-150. К свободным концам подвесной системы № 1 и 3 крепится по 8 строп, а к свободным концам № 2 и 4 — по 7 строп. Длина строп в свободном состоянии от нижней кромки купола до пряжек-полуколец равна 9000 мм. Для облегчения укладки строп купола на них нанесены метки на расстоянии 200 мм от нижней кромки купола и 400 мм от пряжек-полуколец свободных концов, обозначающие начало и конец укладки. На стропы № 1А и 15А, 1Б и 15Б нашиты стропы управления. Площадь купола 83 м².
5. Стропы управления из капронового шнура ШКПкр красного цвета (в два сложения прочностью 190 кгс), продеты через кольца, нашитые с внутренней стороны свободных концов подвесной системы. Один конец левой стропы управления прикреплен к стропе № 15А на расстоянии 1450 мм, другой — к стропе № 1А на расстоянии 1250 мм от пряжек-полуколец подвесной системы. Один конец правой стропы управления прикреплен к стропе № 15Б на расстоянии 1450 мм, к стропе № 1Б — на расстоянии 1250 мм от пряжек-полуколец. При натяжении левой стропы купол разворачивается влево, при натяжении правой — вправо. Масса основного купола 5,5 кг.
6. Подвесная система изготовлена из капроновой ленты ЛТК-44-1600 и состоит из следующих основных частей: главной лямки с наспинно-плечевыми обхватами, двух пар свободных концов, двух ножных обхватов и грудной перемычки. Правая группа свободных концов обозначена цифрами 1 и 2, левая — 3 и 4. На свободных концах, замаркированных цифрами 2 и 3, имеются резиновые шлевки из эластичной ленты, предназначенные для заправки слабины строп управления. В верхней части свободных концов нашиты четыре ленты с кольцами, через которые пропущены стропы управления. На каждой паре свободных концов имеется капроновый шнур-блокировка (ШКП-150), который применяется при использовании парашютной системы «без переката» свободных концов подвесной системы. К изогнутым пряжкам свободных концов петлей-удавкой привязаны стренги управления, изготовленные из ленты ЛТКР-25-200, имеющие на концах шарики. Стренги управления предназначены для выдергивания шариков из кармашков на свободных концах подвесной системы. Наспинно-плечевые обхваты проходят между лентами главной лямки и образуют треугольники с закрепленными в них: с левой стороны — карабином, с правой — пряжкой. Одновременно с застрочкой треугольников в главную лямку вшиты пряжки для подтягивания ранца в нижнее положение с помощью регулирующих лент. Для исключения самопроизвольного перемещения наспинно-плечевых обхватов через изогнутые пряжки и через пряжки с зубцами, смонтированные на ранце, на обхваты нашиты капроновые ленты ЛТКкрП-43-800. Нижние концы наспинно-плечевых обхватов, пропущенные между лентами главной лямки, образуют ножные обхваты. На правом ножном обхвате закреплен карабин, на левом — пряжка. На главной лямке с левой стороны на уровне груди закреплены шланг и карман вытяжного конца из авизента. Для присоединения свободных концов запасного парашюта в главную лямку вмонтированы две скобы крепления. Раздвоенная нижняя часть главной лямки имеет мягкую накладку и кольца для подтягивания нижних углов ранца к главной лямке с помощью капроновой ленты ЛТКкрП-26-600. Наспинно-плечевые обхваты, образовавшие грудную перемычку, далее проходят между лентами главной лямки и при помощи прямоугольных пряжек, вшитых в концы наспинно-плечевых обхватов, образуют поясной обхват. Масса подвесной системы 2 кг.
7. Ранец из капронового авизента состоит из основы, накладного дна, правого и левого клапанов. Между основой и накладным дном вставлена металлическая рама жесткости. На правом клапане пришиты карман страхующего прибора с лентами-завязками и карман фала с предохранительным клапаном, а в верхней части клапана размещена резиновая сота для монтажа стабилизирующей системы на верхней части ранца. Для оттягивания правого клапана на себя при заправке под него слабины соединительного звена на внешней стороне правого клапана нашита ручка из капроновой ленты ЛТКП-26-600. В свободные углы правого и левого клапанов ранца вшиты кольца для удержания клапанов в затянутом состоянии. Для контровки фала гибкой шпильки с петлей на соединительном звене (посредине правого клапана) имеется металлическое кольцо. Сверху на правом клапане нашита шлевка с шипом кнопки для клапана, прикрывающего двухконусный замок. В верхней части ранца под пластиной крепления двухконусного замка закреплено кольцо, предназначенное для пропускания резиновой соты, крепящей уложенную стабилизирующую систему на верхней части ранца. На внутренней части ранца (на расстоянии 260 мм от верха) нанесена метка для ограничения укладки свободных концов в ранец. На основе ранца настрочены восемь петель крепления к подвесной системе, пришиты клапан двухконусного замка и две косынки. На косынках установлено крепление ранца запасного парашюта. На левой косынке нашит карман для карточки, заменяющей паспорт, на правой — карман для прибора ППК-УМ-10 запасного парашюта. Выше правой косынки на ранце нашиты две ленты-завязки для крепления шлангов приборов. В верхней части ранца нашита вторая шлевка с шипом кнопки для клапана, прикрывающего двухконусный замок. С левой стороны ранца (в верхней части) на ленте пряжки с зубцами закреплен один конец гибкого шланга. На раме жесткости в верхней части ранца имеются два круглых отверстия и четыре продольных. В двух верхних продольных отверстиях закреплены ленты крепия ранца к наспинно-плечевым обхватам подвесной системы, а в двух нижних продольных отверстиях — регулирующие ленты. В эксплуатации можно встретить рамы жесткости с прямоугольными окнами в верхней части. В верхней части ранца размещен двухконусный замок для замыкания пряжек силовых лент соединительного звена стабилизирующего парашюта. Масса ранца 1,7 кг.
8. Двухконусный замок, предназначенный для замыкания пряжек силовых лент, петли троса вытяжного кольца и серьги страхующего прибора, состоит из монтажной пластины, корпуса с двумя конусами, затвора, крышки, амортизаторов, пружинящей и регулирующей шайб, двух пряжек, пластины крепления, винта крышки, пяти винтов и одной гайки.
9. Гибкий шланг предназначен для размещения троса вытяжного кольца и предохранения его от случайного зацепления. Длина шланга 380 мм.
10. Вытяжное кольцо с тросом состоит из корпуса, изготовленного из стального прутка, троса длиною 600 мм, ограничителя и проволочной петли. Трос вытяжного кольца на расстоянии 210 мм от ограничителя и 57 мм от петли покрыт полиэтиленовой оболочкой. Корпус окрашен в красный цвет. Для удержания в кармане подвесной системы на корпусе кольца имеются выступы и впадины. В эксплуатации могут встречаться вытяжные кольца с тросами без полиэтиленовой оболочки.
11. Страхующие парашютные приборы ППК-У-165А-Д или АД-ЗУ-Д-165. Прибор ППК-У-165А-Д позволяет автоматически раскрывать парашют через заданный после отделения промежуток времени или на заданной высоте. Прибор АД-ЗУ-Д-165 позволяет автоматически раскрывать парашют только через заданный промежуток времени. Длина шлангов приборов 165 мм, длина троса 322 мм, длина петли 19 мм, длина фала 360 мм.
12. Серьга является соединительным звеном между страхующим прибором и двухконусным замком. Серьга толщиной 2,5 мм, изготовленная из стали З0ХГСА, имеет два отверстия: одно — для конуса затвора замка, другое — для петли прибора.
13. Контровочная нить служит для контровки звена с ранцем, гибкой шпильки парашютного страхующего прибора и двухконусного замка. Для контровки используется нить сердцевины шнура ШХБ-125.
14. Контровочный шнур служит для контровки колец перьев стабилизатора с кольцами камеры стабилизирующей системы. При прыжках с самолета Ан-2 применяются два контровочных шнура длиной по 300 мм, а при прыжках с более скоростных самолетов применяется один контровочный шнур длиной 300 мм. Материалом для этой детали служит хлопчатобумажный шнур ШХБ-20.
15. Паспорт необходим для записи сведений о приеме, передаче, эксплуатации и ремонте парашюта.